# クン語
クン語（英語: !Kung [ˈkʊŋ]、 Western !Xuun: !Xuun [!͡χũː˦˥])）またはジュー語（Ju）はナミビア、ボツワナ、アンゴラでクン人（!Kung People）に話される方言連続体を成す言語である。 ǂHoan languageとともに Kx'a語族を形成することが提案されている。「コイサン語族」の下位言語と考えられてきたため「北コイサン語」と呼ばれてきた。吸着音をもち、その言語名に「!」をもつ珍しい言語である。